# Dassault MD 320 Hirondelle
Pour les articles homonymes, voir Hirondelle (homonymie).
Dimensions
Le Dassault MD 320 Hirondelle est un avion de transport commercial biturbopropulseur français développé à la fin des années 1960 par Dassault Aviation.

## Origine et développement
Le Dassault MD 320 Hirondelle est un avion bimoteur de transport léger pour 8 à 12 passagers.
Sa voilure, son autonomie et son volume de cabine sont identiques à ceux du Mystère 20, mais sa vitesse n'est que de 500 km/h en comparaison des 800 km/h du Mystère 20.
Hervé Leprince-Ringuet et Jean Coureau ont été les pilotes du premier vol, le 11 septembre 1968, à Bordeaux-Mérignac.